# 숭정전
숭정전(崇政殿)은 원래 경희궁의 정전이었다. 경희궁은 원래 인조의 아버지인 원종의 사저가 있던 곳이다. 광해군이 이곳에 왕기가 서렸다는 풍수설을 믿고 왕기를 누르기 위해 즉위 9년인 1617년에서 1620년 사이에 궁궐을 건립하여 경덕궁이라 불렀던 곳이다.
숭정전은 1910년 일제가 경희궁을 철폐하고 일본인 자제들을 위한 학교인 경성중학교를 설립할 때도 남아 있었다. 그 후 1926년에 필동 남산 기슭, 지금의 동국대학교 자리인 조계사의 본전으로 사용되기 위해 이건되었다. 광복 후 그 자리에 동국대학교가 세워지면서 1976년 9월 현재 위치로 옮겨져 학교의 법당인 정각원으로 사용되고 있다.숭정전의 내부에는 용(발톱:7개)이 있는데 이것은 숭정전이 복원될 때 된것으로 추정이 되고,이것은 숭정전 뿐만아니라 경복궁 근정전 에도 내부를보면 7개의 발톱을 가진 용이 있다.

## 같이 보기
- 경희궁
- 흥화문
- 근정전
- 인정전
- 명정전
- 중화전

 본 문서에는 서울특별시에서 지식공유 프로젝트를 통해 퍼블릭 도메인으로 공개한 저작물을 기초로 작성된 내용이 포함되어 있습니다.